# Nyctegretis triangulella
Nyctegretis triangulella is een vlinder uit de familie snuitmotten (Pyralidae). De wetenschappelijke naam is voor het eerst geldig gepubliceerd in 1901 door Ragonot.
De soort komt voor in Europa.